# لوز حیمنز

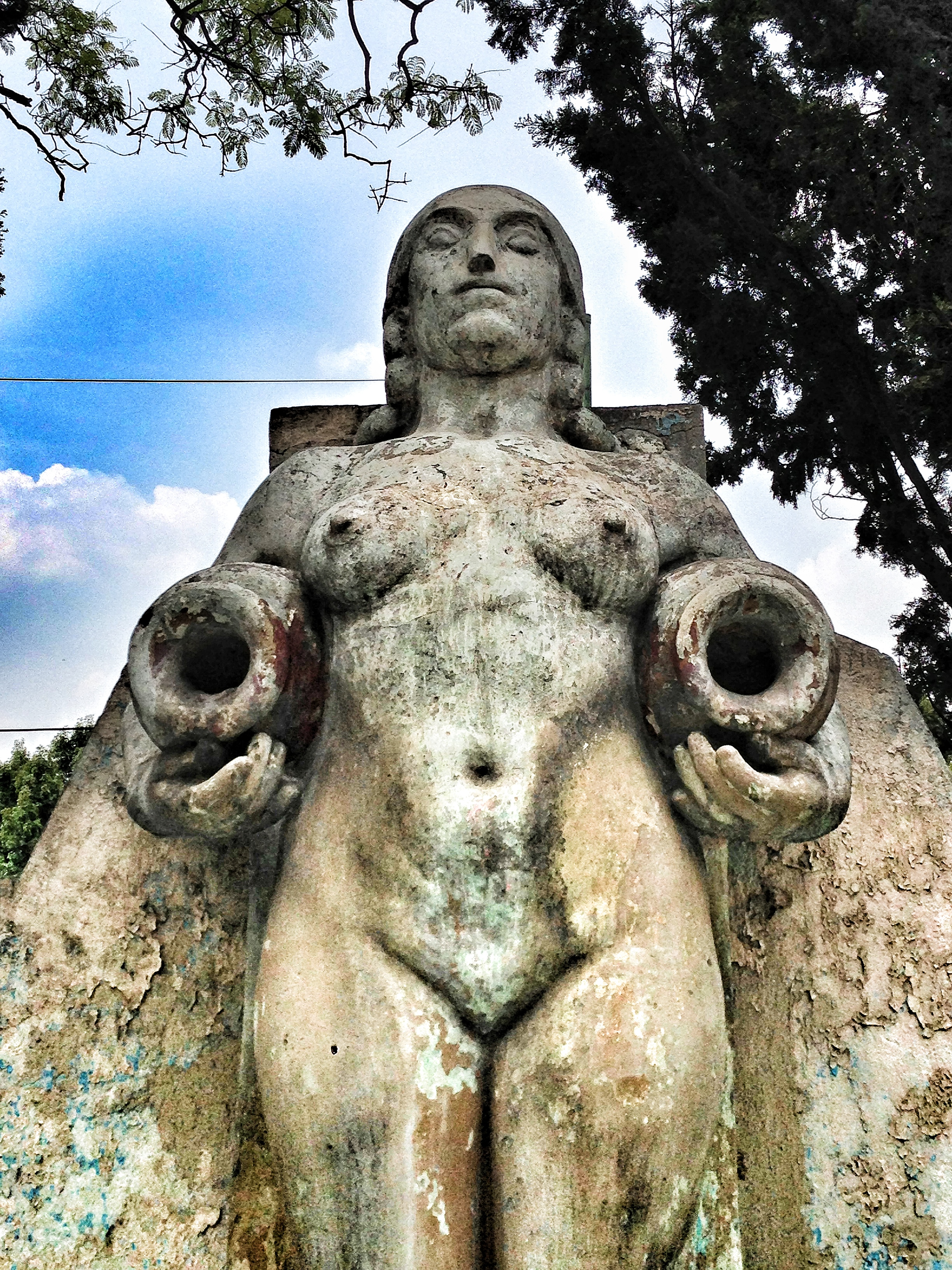
Fuente de los Cántaros (چشمه کوزه‌ها) اثر خوزه ماریا فرناندز اوربینا در پارک مکزیک، کوندسا، مکزیکو سیتی، که حیمنز برای آن مدل شد.

لوز حیمنز (به اسپانیایی: luz Jiménez) یا لوسیانا (متولد جولیا حیمنز گونزالس؛ ۱۸۹۷–۱۹۶۵) یک مدل بومی مکزیکی و داستان‌سرای زبان ناهواتل و گویشور از ناحیه میلپا آلتا در مکزیکو سیتی بود.
او به عنوان یک زن جوان شاهد انقلاب مکزیک بود و زمانی که امیلیانو زاپاتا و ارتش انقلابی‌اش در سال ۱۹۱۱ وارد میلپا آلتا شدند، حضور داشت. گزارش او به عنوان یک شاهد عینی یکی از تنها شهادت‌های امیلیانو زاپاتا است که به زبان ناهواتل مطرح شده‌است. در سال ۱۹۱۶ اکثر اقوام مرد او در قتل‌عام توسط کارآنسا کشته شدند. لوز در ۱۹ سالگی مجبور به فرار از زادگاهش شد و با مادر و خواهرانش به مکزیکو سیتی نقل مکان کرد.
لوز در صحنه هنری در مکزیکوسیتی به عنوان مدلی برای عکاسان، نقاشان، دانشجویان هنر و مجسمه سازان شروع به کار کرد. تصویر او در نقاشی‌های دیواری و بناهای تاریخی در سراسر شهر ظاهر شد، اما با وجود این، لوز نسبتاً ناشناخته باقی ماند و در فقر زندگی کرد.
لوز مربی نقاشان و دیوارنگاران بود. در سال ۱۹۴۲ او به عنوان مدل در مدرسه ملی نقاشی، مجسمه‌سازی و چاپ در کلاس‌های فریدا کالو شروع به کار کرد.
او زبان خود ناهواتل را در طول جلسات مدلینگ به هنرمندان آموزش داد. به نوبه خود، هنرمندان سبک خود را با اصالت بومی لوز القا کردند. در دهه ۱۹۳۰ او به عنوان یک آگاهی دهندهٔ زبانی برای زبان شناسانی که برای مستندسازی زبان ناهواتل کار می‌کردند، خدمت کرد که با بنجامین لی وورف نیز همکاری کرد. او همچنین به‌عنوان مدل برای هنرمند دیگو ریورا کار می‌کرد و پرتره‌اش را می‌توان حداقل در سه نقاشی دیواری او مشاهده کرد، یکی از آنها در صحنه معروف بازار تلاتلوکو دیده می‌شود.
او در سنین پیری داستان زندگی خود را برای انسان‌شناس فرناندو هورکاسیتاس تعریف کرد که آن را با عنوان «زندگی و مرگ در میلپا آلتا» منتشر کرد.
لوز در سال ۱۹۶۵ بر اثر تصادف با یک اتومبیل در مکزیکو سیتی درگذشت.

## بزرگداشت
در ۲۸ ژانویه ۲۰۲۳، گوگل دودل صد و بیست و ششمین زادروز لوز حیمنز را گرامی داشت.